# Edam-Volendam
Edam-Volendam (anhörenⓘ) ist eine Gemeinde in der niederländischen Provinz Nordholland.
Die Gemeinde besteht aus dem alten Städtchen Edam und dem Touristendorf Volendam, das drei Kilometer südlich von Edam liegt, sowie seit dem 1. Januar 2016, als Zeevang eingemeindet wurde, aus Axwijk, Beets, Etersheim, Hobrede, Kwadijk, Middelie, Oosthuizen, Schardam, Verloren Einde und Warder.

## Lage und Wirtschaft
Die Gemeinde liegt etwa 20 Kilometer nördlich von Amsterdam an der Küste des Markermeeres. Hoorn liegt noch 12 km nördlicher. Edam hat eine jahrhundertelange Tradition als Käsemarkt. Der kugelrunde Edamer Käse (niederländisch Edammer) kommt hierher. Es gibt in Edam noch eine Maschinenfabrik, in der Umgebung viel Viehwirtschaft sowie Tourismus. Volendam, das ehemalige Fischerdorf mit seinen Trachten, lebt fast ganz von den deutschen, amerikanischen, japanischen und anderen niederländischen Besuchern. Aber es gibt auch noch einige fischverarbeitende Fabriken.

## Geschichte von Edam
Schon 1230 war beim Damm im Gewässer Ee oder Ye, dem E-dam, von Handel die Rede. Die Schiffsgüter müssen bei einem Damm ohnehin aus- und wieder übergeladen werden. Der Graf von Holland Wilhelm V. von Bayern verlieh Edam 1357 das Recht, einen Hafen anzulegen, jährlich drei Jahrmärkte zu halten, und andere Privilegien. Damit war Edam eine Stadt geworden. Die Blütezeit Edams war etwa das 16. und 17. Jahrhundert, wegen des Käse- und Fischhandels und der Schiffswerften, die es damals gab.
Aus Dank für die Hilfe an Alkmaar während der Belagerung 1573 durch die Spanier im Achtzigjährigen Krieg gewährte Wilhelm von Oranien der Stadt das Waagrecht. Nach 1700 ging der Handel zurück. Edam blieb eine Kleinstadt.

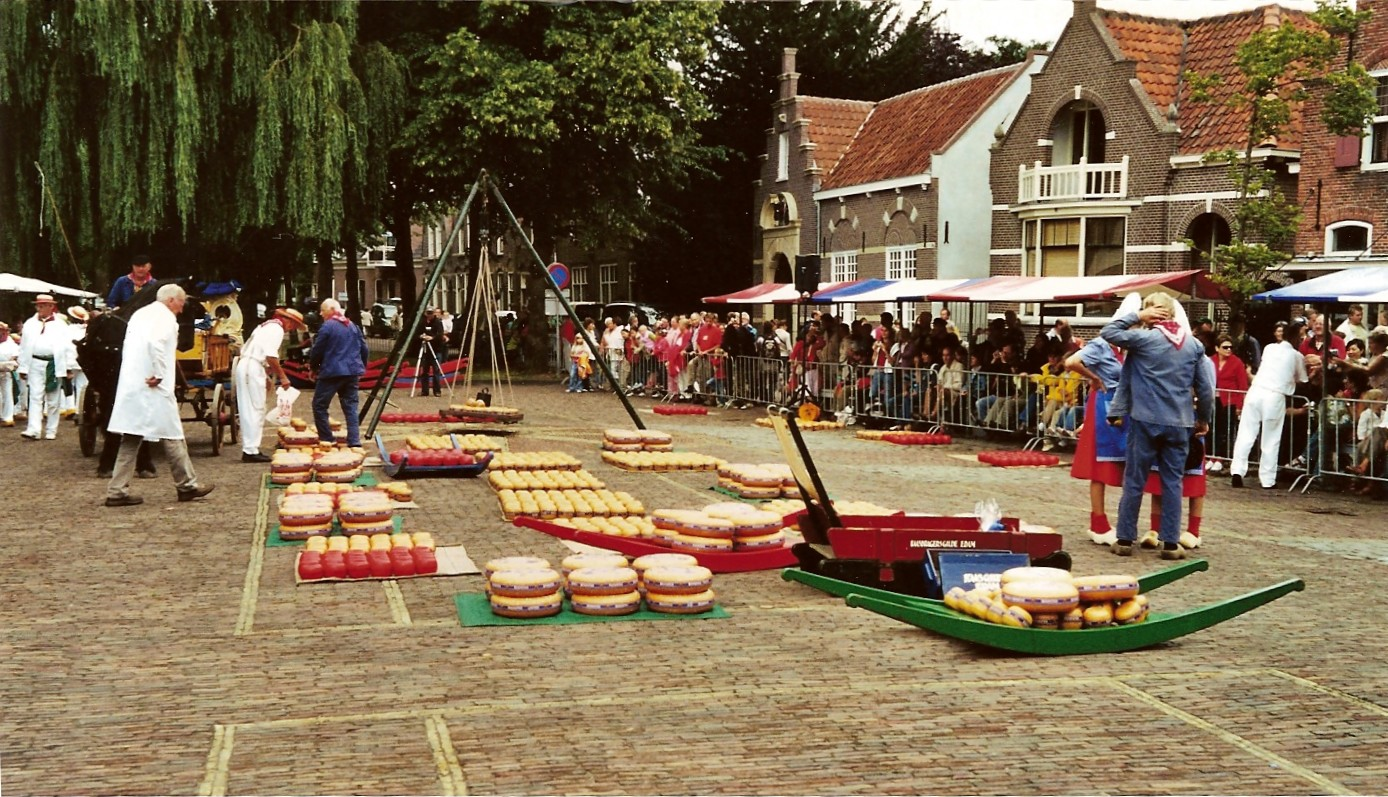
Aufführung des „traditionellen Käsemarktes“ in Edam
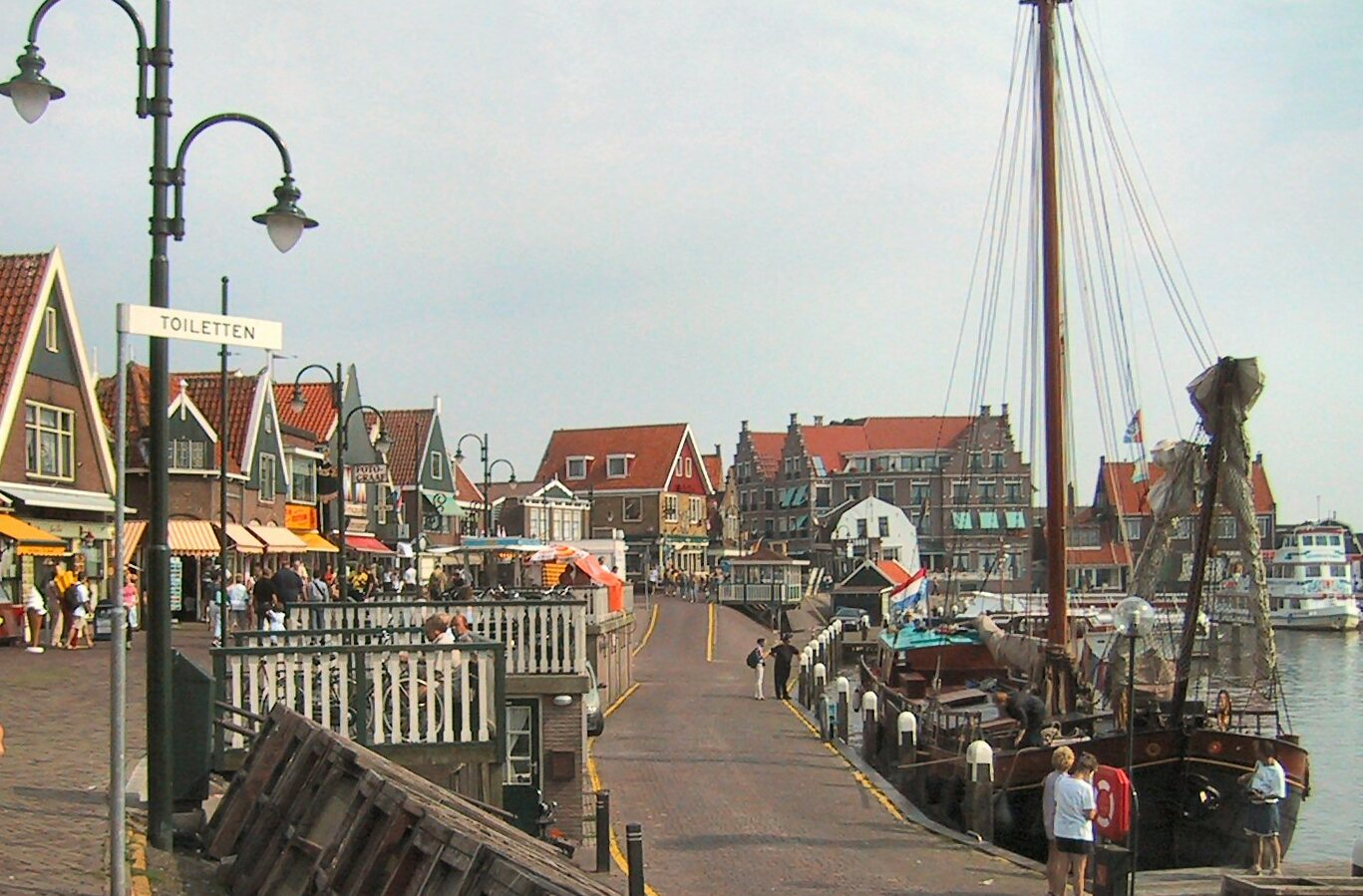
Hafen in Volendam
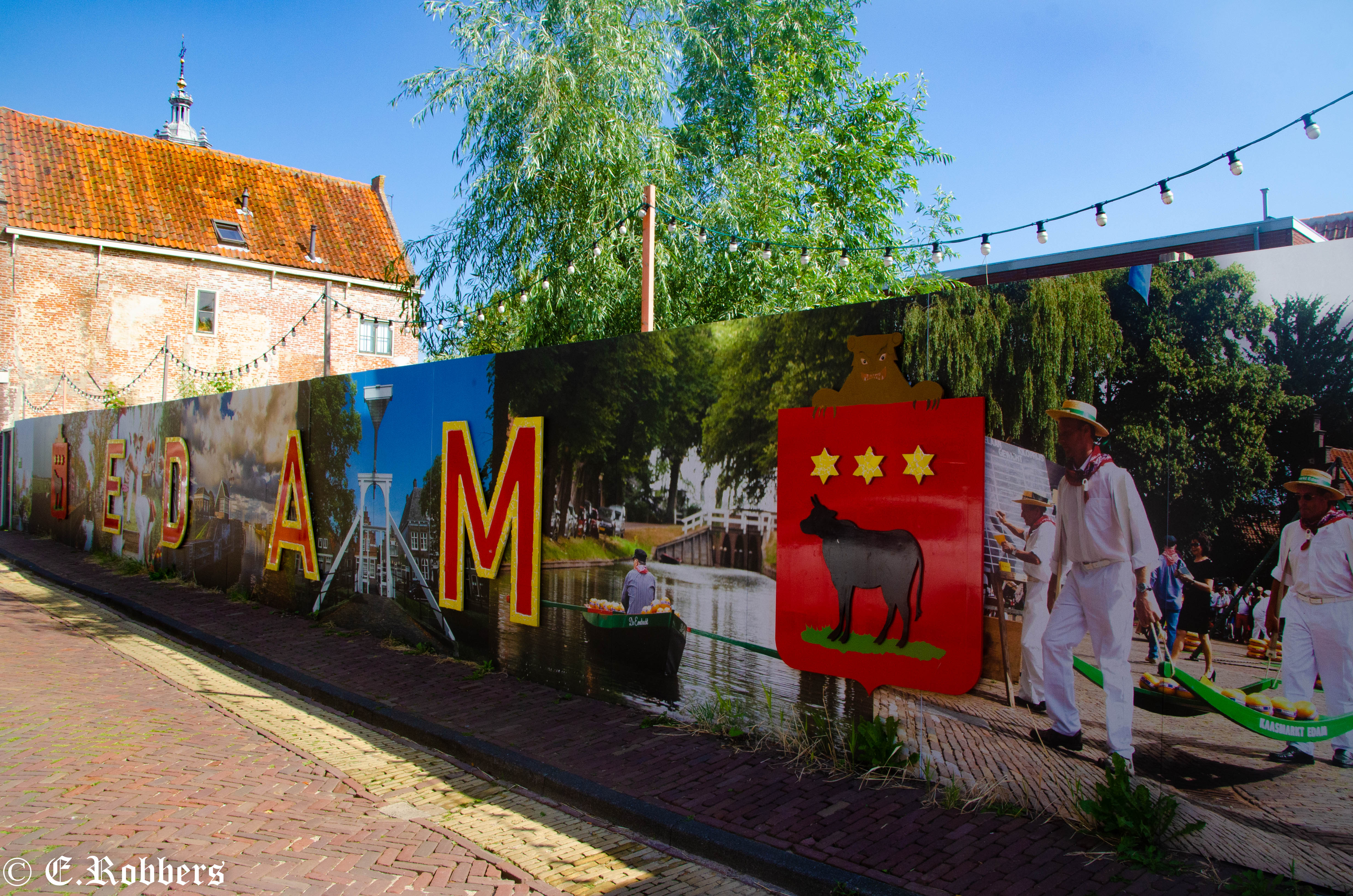
Stilisierte Mauer in Edam

## Geschichte von Volendam
Volendam, der volle Damm, entstand bei einem verlandeten Gewässer als Vorhafen von Edam. Bis etwa 1920 war es einfach ein Fischerdorf, dessen Einwohner, anders als jene der Nachbargemeinden, während der Reformation römisch-katholisch blieben. Es heißt, der Walfang, den die Holländer von den Basken Nordspaniens gelernt haben sollen, habe im 16. Jahrhundert einige Leute und Einflüsse aus dem Baskenland nach Volendam und Marken gebracht.
Anfang des 20. Jahrhunderts kamen Maler und andere Touristen und entdeckten das ursprüngliche, eigenartige und entlegene Volendam.
Als 1932 der Abschlussdeich fertig und die Zuidersee vom Wattenmeer getrennt war, ging die Nordseefischerei Volendams ein. Aber vor allem der Tourismus schaffte genügend neue Arbeitsplätze.
Volendam besitzt auch schon lange viele erfolgreiche Musiker, u. a. die Gruppen 3JS, BZN und The Cats, Nick & Simon sowie Jan Smit; auch liefert das Dorf schon seit Jahrzehnten u. a. an Ajax Amsterdam viele technisch versierte Profi-Fußballer. Es gibt dort den Fußballclub FC Volendam.
In der Silvesternacht 2000/2001 kam es in Volendam zu einer Brandkatastrophe in dem Café De Hemel. In dem Haus waren drei Cafés in mehreren Stockwerken untergebracht, De Hemel war im obersten Stock. Kurz nach Mitternacht fing die Weihnachtsdekoration an der Decke durch Funken von Wunderkerzen Feuer. Das ganze Café ging in Flammen auf. Vierzehn meist jugendliche Besucher der Kneipe fanden den Tod. Mehr als 200 Besucher des Cafés mussten im Krankenhaus behandelt werden. Später stellte sich heraus, dass der Cafébesitzer die Dekoration nicht feuerimprägniert hatte, obwohl dies aus Brandschutzgründen verpflichtend gewesen wäre. Die Katastrophe führte landesweit zu einem Weihnachtsbaumverbot in Kneipen und Diskos und anderen schärferen Brandschutzvorschriften.

## Politik

### Sitzverteilung im Gemeinderat
Der Gemeinderat von Edam-Volendam setzt sich seit 1982 wie folgt zusammen:
| Partei            | Sitze | Sitze | Sitze | Sitze | Sitze | Sitze | Sitze | Sitze | Sitze | Sitze  | Sitze |
| Partei            | 1982  | 1986  | 1990  | 1994  | 1998  | 2002  | 2006  | 2010  | 2014  | 2015 a | 2022  |
| ----------------- | ----- | ----- | ----- | ----- | ----- | ----- | ----- | ----- | ----- | ------ | ----- |
| Volendam ’80      | 6     | 5     | 4     | 7     | 7     | 3     | 6     | 6     | 4     | 4      | 7     |
| Zeevangs Belang   | –     | –     | –     | –     | –     | –     | –     | –     | –     | 4      | 3     |
| GroenLinks        | –     | –     | 1     | 1     | 1     | 2     | 1     | 2     | 2     | 3      | 3     |
| CDA               | 7     | 7     | 8     | 7     | 6     | 7     | 4     | 3     | 4     | 4      | 3     |
| Lijst Kras        | –     | –     | –     | –     | –     | –     | –     | 1     | 6     | 6      | 3     |
| VVD               | 2     | 2     | 1     | 2     | 2     | 2     | 2     | 5     | 3     | 3      | 2     |
| BVNL              | –     | –     | –     | –     | –     | –     | –     | –     | –     | –      | 2     |
| PvdA              | 2     | 2     | 2     | 1     | 3     | 3     | 3     | 4     | 2     | 1      | 1     |
| FvD               | –     | –     | –     | –     | –     | –     | –     | –     | –     | –      | 1     |
| D66               | 0     | –     | –     | 0     | –     | –     | –     | –     | –     | 0      | –     |
| TROTS             | –     | –     | –     | –     | –     | –     | –     | –     | 0     | 0      | –     |
| Recht door Zee    | –     | –     | –     | –     | –     | 3     | 4     | 0     | –     | –      | –     |
| Gemeente-Belangen | 2     | 3     | 3     | 3     | 2     | 1     | 1     | –     | –     | –      | –     |
| PPR               | 0     | 0     | –     | –     | –     | –     | –     | –     | –     | –      | –     |
| CPN               | 0     | 0     | –     | –     | –     | –     | –     | –     | –     | –      | –     |
| Gesamt            | 19    | 19    | 19    | 21    | 21    | 21    | 21    | 21    | 21    | 25     | 25    |

Anmerkungen

### Politische Gliederung
Die Gemeinde wird in folgende Ortsteile aufgeteilt:
| Nr. | Ort        | Einwohner |
| --- | ---------- | --------- |
| 00  | Edam       | 7.340     |
| 01  | Purmer     | 115       |
| 02  | Volendam   | 22.745    |
| 03  | Beets      | 525       |
| 04  | Oosthuizen | 3.630     |
| 05  | Warder     | 780       |
| 06  | Middelie   | 705       |
| 07  | Kwadijk    | 800       |
| 08  | Schardam   | 115       |
| 09  | Hobrede    | 170       |
|     | Gemeinde   | 36.925    |

1. ↑  Bezirksnummer
2. ↑  (Stand: 1. Januar 2024)

## Söhne und Töchter der Gemeinde
- Trijntje Keever (1616–1633), größte jemals vermessene Frau der Welt
- Maria Leer (1788–1866), Sektengründerin
- Hille Butter (1891–1968), Malermodell
- Gerhard Sevenster (1895–1985), reformierter Theologe und Kirchenhistoriker
- Cornélio Veerman (1908–1994), römisch-katholischer Ordensgeistlicher und Prälat von Cametá in Brasilien
- Gerard van Beek (1923–1951), Radsportler
- Mieke Havik (* 1957), Radrennfahrerin
- Mona Keijzer (* 1968), Politikerin
- Nick Schilder (* 1983), Sänger
- Simon Keizer (* 1984), Sänger
- Jasper Smit (* 1980), Tennisspieler
- Jan Smit (* 1985), Sänger
- Debbie Bont (* 1990), Handballspielerin
- Henk Veerman (* 1991), Fußballspieler

## Sehenswürdigkeiten
Edam hat eine malerische Innenstadt mit Häusern und kleinen Grachten aus dem 17. und 18. Jahrhundert. Wichtige Gebäude sind die gotische Nikolaikirche (15. bis 17. Jahrhundert, mit einem Glockenspiel), das Fremdenverkehrsbüro (VVV) im ehemaligen Rathaus (erbaut 1727), der „Spielturm“, ein ehemaliger Kirchturm (16. Jahrhundert), das Proveniershuis (1555) und das Stadtmuseum (1655).
Die gotische Backsteinkirche  Oosthuizen ist eine der wenigen Kirchen, in denen eine Orgel mit Bestandteilen aus der Zeit der Gotik erhalten ist.
Volendam hat seine Trachten, seine Holzhäuser, seine Kirmes sowie Läden und Gastronomie, die Touristen anziehen.
Jeden Mittwoch zwischen Juli und August findet in Edam der traditionelle Käsemarkt für Touristen statt. Zwischen 10:30 und 12:30 Uhr bringen die Käsebauern mit Hilfe von kleinen Booten ihren Käse zum Markt, der dann verkauft wird. Das Gleiche geschieht beispielsweise auch in Alkmaar und in Hoorn.